# Campeonato Gaúcho de Futebol Americano de 2019
O Campeonato Gaúcho de Futebol Americano de 2019 foi a 11ª edição do campeonato estadual de Futebol Americano do Rio Grande do Sul, o 8º na modalidade 'fullpads', e o 5º organizado pela Federação Gaúcha de Futebol Americano.

## Fórmula de Disputa
Sorteio das Chaves
Dez times participaram do Gauchão de Futebol Americano 2019. Conforme os critérios estabelecidos no regulamento, os três times melhores colocados no ranking de desempenho da FGFA 2018 foram colocados no pote 1, como cabeças-de-chave. São eles: Santa Maria Soldiers, Porto Alegre Gorillas e Santa Cruz Chacais. Em seguida, foram sorteados os do pote 2 e do pote 3.
O grupo A ficou com quatro equipes. Já o B e o C com três, assim estabelecidos após sorteio:
- Grupo A: Porto Alegre Gorillas, Juventude Futebol Americano, Carlos Barbosa Ximangos, Bulldogs Futebol Americano.
- Grupo B: Santa Cruz Chacais, Canoas Bulls e Erechim Coroados.
- Grupo C: Santa Maria Soldiers, Armada Lions Futebol Americano e Bento Gonçalves Snakes.[1]

Fórmula da Competição
Na primeira fase todos os times jogaram contra todos dentro dos seus grupos, em partida única. Os dois melhores do grupo A avançaram direto para a semifinal. Já os dois primeiros colocados dos grupos B e C se enfrentaram nas quartas de final (wildcard) conforme os critérios: 1ºB x 2ºC e 1ºC x 2ºB. O mando de campo pertencerá às equipes de melhor campanha. Os vencedores seguem para a semifinal. Os confrontos das semifinais serão realizados conforme as campanhas dos times. Sendo #1x#4, #2x#3.

## Equipes participantes
a. ^  O Armada Lions é uma fusão entre Cruzeiro Lions e Armada FC. Este último já era uma fusão entre Porto Alegre Pumpkins e Restinga Redskulls.

## Primeira Fase

### Grupo A
V = Vitórias, D = Derrotas, E = Empates, PCT = porcentagem de vitórias, PF= Pontos feitos, PS = Pontos sofridos, SP = Saldo de Pontos

Classificados para os Playoffs (Semifinal) estão marcados em verde.
| Time                    | V | D | E | PCT   | PF  | PS | SP  | SEQ |
| ----------------------- | - | - | - | ----- | --- | -- | --- | --- |
| Bulldogs FA             | 3 | 0 | 0 | 1.000 | 105 | 0  | 105 | 3V  |
| Porto Alegre Gorillas   | 2 | 1 | 0 | 0.667 | 58  | 36 | 22  | 1V  |
| Juventude FA            | 1 | 2 | 0 | 0.333 | 30  | 73 | -43 | 1D  |
| Carlos Barbosa Ximangos | 0 | 3 | 0 | 0.000 | 3   | 87 | -84 | 3D  |

| Semana 1                |        |        |                         |              |                                                     |
| Time da casa            | Pontos | Pontos | Time visitante          | Data do jogo | Local do jogo                                       |
| Bulldogs FA             | 46     | 0      | Juventude FA            | 16 de março  | Estádio da Montanha, Mato Leitão/RS                 |
| Carlos Barbosa Ximangos | 0      | 34     | Porto Alegre Gorillas   | 17 de março  | Estádio do Serrano Futebol Clube, Carlos Barbosa/RS |
| Semana 2                |        |        |                         |              |                                                     |
| Time da casa            | Pontos | Pontos | Time visitante          | Data do jogo | Local do jogo                                       |
| Porto Alegre Gorillas   | 0      | 16     | Bulldogs FA             | 6 de abril   | Complexo Esportivo da PUCRS, Porto Alegre/RS        |
| Carlos Barbosa Ximangos | 3      | 10     | Juventude FA            | 7 de abril   | Estádio do Serrano Futebol Clube, Carlos Barbosa/RS |
| Semana 3                |        |        |                         |              |                                                     |
| Time da casa            | Pontos | Pontos | Time visitante          | Data do jogo | Local do jogo                                       |
| Bulldogs FA             | 43     | 0      | Carlos Barbosa Ximangos | 27 de abril  | Estádio da Montanha, Mato Leitão/RS                 |
| Juventude FA            | 20     | 24     | Porto Alegre Gorillas   | 28 de abril  | CT do Esporte Clube Juventude, Caxias do Sul/RS     |

### Grupo B
V = Vitórias, D = Derrotas, E = Empates, PCT = porcentagem de vitórias, PF= Pontos feitos, PS = Pontos sofridos, SP = Saldo de Pontos

Classificados para os Playoffs (Wildcard) estão marcados em azul.
| Time               | V | D | E | PCT   | PF | PS | SP  | SEQ |
| ------------------ | - | - | - | ----- | -- | -- | --- | --- |
| Santa Cruz Chacais | 1 | 1 | 0 | 0.500 | 30 | 20 | 10  | 1V  |
| Erechim Coroados   | 1 | 1 | 0 | 0.500 | 55 | 23 | 32  | 1V  |
| Canoas Bulls       | 1 | 1 | 0 | 0.500 | 14 | 56 | -42 | 1D  |

| Semana 1           |        |        |                    |              |                                                       |
| Time da casa       | Pontos | Pontos | Time visitante     | Data do jogo | Local do jogo                                         |
| Santa Cruz Chacais | 07     | 14     | Canoas Bulls       | 10 de março  | Estádio dos Plátanos, Santa Cruz do Sul/RS            |
| Semana 2           |        |        |                    |              |                                                       |
| Time da casa       | Pontos | Pontos | Time visitante     | Data do jogo | Local do jogo                                         |
| Erechim Coroados   | 06     | 23     | Santa Cruz Chacais | 30 de março  | Campo do Esperança, Erechim/RS                        |
| Semana 3           |        |        |                    |              |                                                       |
| Time da casa       | Pontos | Pontos | Time visitante     | Data do jogo | Local do jogo                                         |
| Canoas Bulls       | 0      | 49*    | Erechim Coroados   | 13 de abril  | Estádio do Grêmio Esportivo Nacional, São Leopoldo/RS |

*O placar desta partida, originalmente, foi de 36 a 0, com vitória da equipe de Canoas. Porém, por escalação irregular de um jogador por parte do time vencedor, foi decretado W.O.

### Grupo C
V = Vitórias, D = Derrotas, E = Empates, PCT = porcentagem de vitórias, PF= Pontos feitos, PS = Pontos sofridos, SP = Saldo de Pontos

Classificados para os Playoffs (Wildcard) estão marcados em azul.
| Time                   | V | D | E | PCT   | PF  | PS  | SP  | SEQ |
| ---------------------- | - | - | - | ----- | --- | --- | --- | --- |
| Santa Maria Soldiers   | 2 | 0 | 0 | 1.000 | 109 | 0   | 109 | 2V  |
| Armada Lions           | 1 | 1 | 0 | 0.500 | 34  | 57  | -23 | 1V  |
| Bento Gonçalves Snakes | 0 | 2 | 0 | 0.000 | 22  | 108 | -86 | 2D  |

| Semana 1               |        |        |                        |              |                                                       |
| Time da casa           | Pontos | Pontos | Time visitante         | Data do jogo | Local do jogo                                         |
| Armada Lions           | 0      | 35     | Santa Maria Soldiers   | 09 de março  | Estádio do Grêmio Esportivo Nacional, São Leopoldo/RS |
| Semana 2               |        |        |                        |              |                                                       |
| Time da casa           | Pontos | Pontos | Time visitante         | Data do jogo | Local do jogo                                         |
| Santa Maria Soldiers   | 74     | 0      | Bento Gonçalves Snakes | 31 de março  | Campo do Sesi, Santa Maria/RS                         |
| Semana 3               |        |        |                        |              |                                                       |
| Time da casa           | Pontos | Pontos | Time visitante         | Data do jogo | Local do jogo                                         |
| Bento Gonçalves Snakes | 22     | 34     | Armada Lions           | 14 de abril  | Estádio da Montanha, Bento Gonçalves/RS               |

### Quartas de Final
| Wildcard             |        |        |                  |              |                                            |
| Time da casa         | Pontos | Pontos | Time visitante   | Data do jogo | Local do jogo                              |
| Santa Cruz Chacais   | 7      | 33     | Armada Lions     | 4 de maio    | Estádio dos Plátanos, Santa Cruz do Sul/RS |
| Santa Maria Soldiers | 65     | 0      | Erechim Coroados | 5 de maio    | Campo do Sesi, Santa Maria/RS              |

## Playoffs
|  | Semifinais | Semifinais            | Semifinais  |             |                      | Gaúcho Bowl XI       | Gaúcho Bowl XI | Gaúcho Bowl XI |  |
|  |            |                       |             |             |                      |                      |                |                |  |
|  | 1º         | Santa Maria Soldiers  | 48          |             |                      |                      |                |                |  |
|  | 1º         | Santa Maria Soldiers  | 48          |             |                      |                      |                |                |  |
|  | 4º         | Armada Lions          | 8           |             |                      |                      |                |                |  |
|  | 4º         | Armada Lions          | 8           |             | Santa Maria Soldiers | Santa Maria Soldiers | 40             |                |  |
|  |            |                       |             |             | Santa Maria Soldiers | Santa Maria Soldiers | 40             |                |  |
|  |            |                       | Bulldogs FA | Bulldogs FA | 0                    |                      |                |                |  |
|  | 2º         | Bulldogs FA           | Bulldogs FA | Bulldogs FA | 0                    | 20                   |                |                |  |
|  | 2º         | Bulldogs FA           |             |             |                      |                      |                |                |  |
|  | 3º         | Porto Alegre Gorillas | 14          |             |                      |                      |                |                |  |

### Jogos da Fase Final
| Semifinal            |        |        |                       |              |                                              |
| Time da casa         | Pontos | Pontos | Time visitante        | Data do jogo | Local do jogo                                |
| Bulldogs FA          | 20     | 14     | Porto Alegre Gorillas | 18 de maio   | Estádio da Montanha, Mato Leitão/RS          |
| Santa Maria Soldiers | 48     | 8      | Armada Lions          | 19 de maio   | Campo do Sesi, Santa Maria/RS                |
| Gaúcho Bowl XI       |        |        |                       |              |                                              |
|                      | Pontos | Pontos |                       | Data do jogo | Local do jogo                                |
| Santa Maria Soldiers | 40     | 0      | Bulldogs FA           | 2 de junho   | Complexo Esportivo da PUCRS, Porto Alegre/RS |

## Campeão
| Campeão Gaúcho 2019                      |
| ---------------------------------------- |
| SANTA MARIA SOLDIERS Campeão (6º título) |